# Lau Veldt

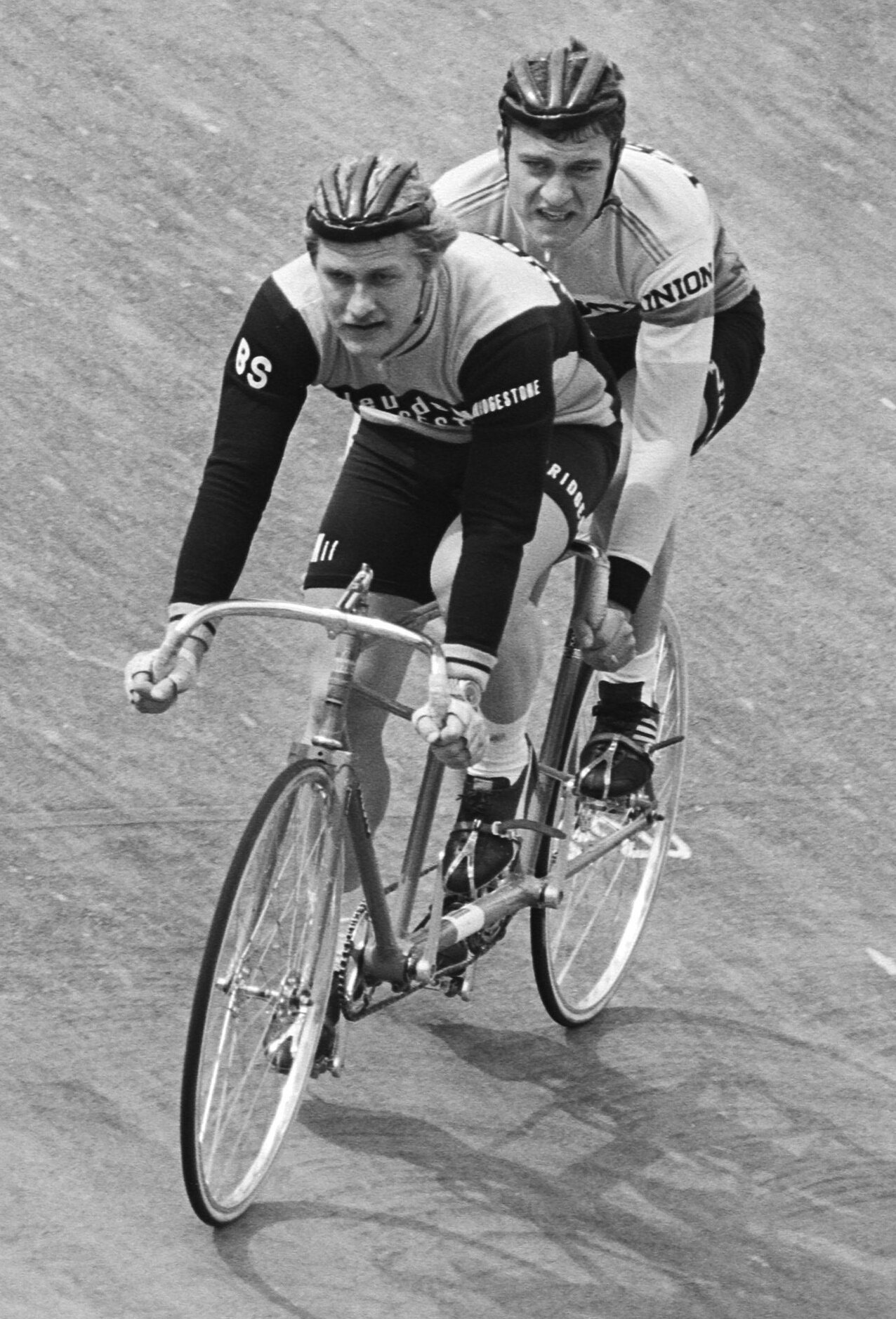
Lau Veldt (rechts) und Sjaak Pieters auf dem Tandem (1978)

Laurens „Lau“ Veldt (* 18. Juni 1953 in Amsterdam) ist ein ehemaliger niederländischer Bahnradsportler.
Lau Veldt war ein Spezialist für Kurzzeitdisziplinen auf der Bahn. Seine größten Erfolge hatte er im Tandemrennen, in dem er zwischen 1974 und 1980 siebenmal niederländischer Meister wurde, mit verschiedenen Partnern. 1974 wurde er zudem nationaler Meister im Sprint, 1977 und 1978 im 1000-Meter-Zeitfahren. 1978 belegte er bei den Bahn-Weltmeisterschaften in München gemeinsam mit Sjaak Pieters Platz drei auf dem Tandem. Bei den Bahnradsport-Weltmeisterschaften 1974 kam er mit Rinus Langkruis als Partner auf den 4. Platz im Tandemrennen. 1979 gewann er die traditionsreiche Champion of Champions Trophy.
1980 startete er bei den Olympischen Sommerspielen in Moskau im Sprint, schied allerdings im Achtelfinale aus.
Lau Veldt ist der Vater des Radrennfahrers Tim Veldt, der ebenso wie sein Vater in Sprint-Disziplinen auf der Bahn startet.